# NGC 7143
NGC 7143 é um asterismo na direção da constelação de Cygnus. O objeto foi descoberto pelo astrônomo John Herschel em 1828, usando um telescópio refletor com abertura de 18,6 polegadas. 